# El arreglo
 El arreglo es una película argentina dramática de 1983 dirigida por Fernando Ayala y escrita por Roberto Cossa y Carlos Somigliana. Contó con la actuación de Federico Luppi, Rodolfo Ranni, Julio de Grazia y Haydeé Padilla. Coprotagonizada por Susú Pecoraro, Dora Prince, Márgara Alonso, María Visconti, Mario Alarcón, Manuel Callau y Andrea Tenuta. También, contó con las actuaciones especiales de José María López y Fernando Álvarez. Fue filmada en Eastmancolor y se estrenó el 19 de mayo de 1983.

## Sinopsis
Ante el pedido de un soborno de un empleado capataz (Rodolfo Ranni) de una empresa estatal para darles agua corriente, Luis (Federico Luppi), un padre de familia y honesto trabajador, se opone a pagarlo.

## Reparto
Participaron en el filme los siguientes intérpretes:

## Premios y candidaturas
En el Festival Internacional de Cine de Moscú de 1983 el director Fernando Ayala por esta película fue seleccionado para el Premio de Oro y fue galardonado con el Diploma especial. 

## Comentarios
Jorge Abel Martín en Tiempo Argentino escribió:

«Crónica de una lucha estéril y solitaria…no es una obra notable…pero sí es un film auténticamente argentino que a modo de espejo nos devuelve nuestra propia imagen.»

Armando Rapallo en Clarín dijo:

«Fernando Ayala rafirma su dimensión de sólido creador de climas dramáticos…definitivamente recuperado.»

Manrupe y Portela escriben:

«Un último Ayala rescatable sin ser demasiado imaginativo. Un buen ejemplo del cine de transición a la democracia.»